# Phytodietus laevis
Phytodietus laevis là một loài tò vò trong họ Ichneumonidae.